# Human (singel The Killers)
Human – singiel zespołu The Killers, pierwszy z ich czwartego albumu Day & Age. Został wydany 22 września 2008 roku przez wytwórnię Island Records.

## Lista utworów
- iTunes

1. "Human" – 4:05

- Singel CD

1. "Human" – 5:03
2. "A Crippling Blow" – 3:37

- Singel promocyjny

1. "Human (Radio Edit)" – 4:05
2. "Human (Ferry Corsten Radio Edit)" – 4:27
3. "Human (Armin Van Buuren Radio Edit)" – 3:48
4. "Human (Stuart Price Club Mix)" – 8:03
5. "Human (Morel's Pink Noise Mix) - 8:11
6. "Human (Ferry Corsten Club Mix)" – 6:55
7. "Human (Armin Van Buuren Club Mix)" – 8:12

- Płyta gramofonowa 7"

1. "Human" – 4:09
2. "A Crippling Blow" – 3:37